# Norman Zahm
Norman Zahm (Dresde, 27 de agosto de 1981) es un deportista alemán que compitió en piragüismo en la modalidad de aguas tranquilas. Ganó una medalla de bronce en el Campeonato Europeo de Piragüismo de 2009, en la prueba de K2 1000 m.

## Palmarés internacional
| Campeonato Europeo | Campeonato Europeo     | Campeonato Europeo | Campeonato Europeo |
| Año                | Lugar                  | Medalla            | Competición        |
| ------------------ | ---------------------- | ------------------ | ------------------ |
| 2009               | Brandeburgo (Alemania) | Medalla de bronce  | K2 1000 m          |